# Marek Wiernik
Marek Bronisław Wiernik, ps. „Wiewiór” (ur. 27 kwietnia 1949) – polski dziennikarz i krytyk muzyczny, prezenter radiowy i telewizyjny, organizator koncertów oraz imprez masowych, autor wielu opracowań i książek, wydawnictw płytowych, konferansjer i moderator.

## Życiorys
Z wykształcenia jest historykiem (absolwent Uniwersytetu Warszawskiego), ma na swoim koncie liczne prace dotyczące historii muzyki rozrywkowej.
Swoją przygodę z mediami rozpoczął w magazynie „Jazz” i w Radiostacji Harcerskiej. Redagował kolumny muzyczne w gazetach codziennych i takich czasopismach, jak: „Non Stop”, „Razem”, „Playboy”.
W Radiowej Jedynce i Radiowej Trójce prowadził wiele programów  m.in. „Muzyczna Jedynka”, „Radiowe kino”, „Cały ten Rock” (program ten 7 sierpnia 2019 roku powrócił na antenę Trójki po 20 latach przerwy), „W tonacji Trójki”, „Zapraszamy do Trójki", „Muzyczna Poczta UKF”, „Muzyka nocą – Rockowy Powiernik”. W latach 1995–1996, jako druh zastępowy poprowadził dwa wydania „Listy Przebojów Programu Trzeciego”. Od 1999 roku jest dziennikarzem Polskiego Radia RDC. Był tam gospodarzem „Drugiego śniadania”, „Pół żartem pół serio” (razem z Arturem Orzechem), „Wieczoru RDC” i audycji muzycznych – „Muzyka przed wieczorem”, „Rocka Klasyka według Wiernika”, „Extra Lista RDC”, „Lista Polskich Przebojów” oraz „Lista przebojów z charakterem”. Od września 2013 w RDC prowadził „Rock Wiernika”, a także jest gospodarzem nadawanego w dni powszednie „Markowego programu”. Od sierpnia 2020 do sierpnia 2021 był zastępcą dyrektora Programu III Polskiego Radia. W 2024 odszedł z Programu III Polskiego Radia.
Prowadził programy muzyczne i typu show w TVP1 („Rock Express”, „Muzyczna Jedynka”, „Kawa czy herbata?”), TVP2 („Magazyn 102”, „Telewizja Śniadaniowa”), TVP Polonia („Liga Przebojów”), Polsat („Rock Wiernik”), TV Centrum („Muzyczny PoWiernik”). Od 3 listopada 2012 prowadził program „Hit Explorer” na antenie Tele 5.
Był muzykiem, ex-wokalistą zespołów: Bardowie i Conglomerat, laureatem przeglądów i festiwali bluesowych. Organizował i prowadził największe w Polsce festiwale rockowe, blisko związany był z ruchem Muzyka młodej generacji.
Jest jednym z szefów artystycznych Big Star Festiwal i projektu Przestrzeń muzyki. Ma na swoim koncie nagrodę ZAKR "za wszechstronność zainteresowań w podejmowaniu problemów istotnych dla środowiska twórczego i polskiego przemysłu rozrywkowego". Od 2007 jest jurorem na festiwalu Rock May Festival w Skierniewicach.
Od 2011 zasiada w Radzie Akademii Fonograficznej ZPAV w sekcji muzyki rozrywkowej.
W latach 2010–2014 był radnym warszawskiej dzielnicy Ursynów z ramienia Platformy Obywatelskiej.
Z okazji 25-lecia istnienia Radia Dla Ciebie w 2019 został odznaczony przez prezydenta Andrzeja Dudę Krzyżem Kawalerskim Orderu Odrodzenia Polski.